# 德里克·科尔曼
德里克·D·科尔曼（英語：Derrick D. Coleman，1967年6月21日—），美国退役篮球运动员，场上位置大前锋。
科尔曼大学效力于锡拉库扎大学，在1990年NBA选秀中以第一轮第一顺位被新泽西网队选中，并在新秀赛季当选NBA最佳新秀。1994年，科尔曼入选NBA全明星赛。1995年，科尔曼被送往费城76人队，以交换肖恩·布拉德利。此后他还曾效力于夏洛特黄蜂队和底特律活塞队，但是再未能有出色表现，只能成为一位角色球员。2005年，科尔曼宣布退役。

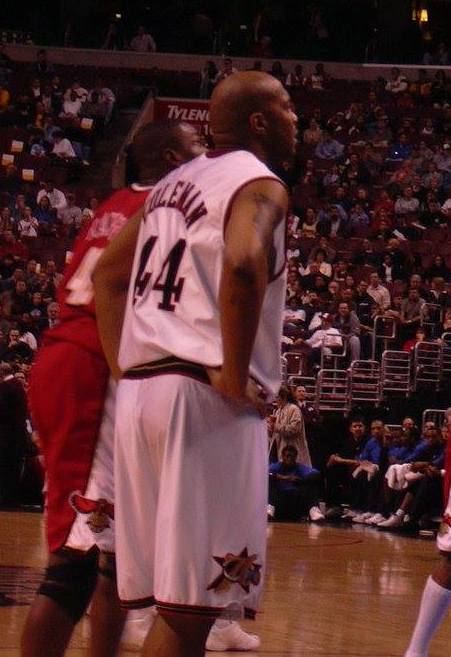
2003年防守中的德里克·科尔曼